# 五井海岸
五井海岸（ごいかいがん）は、千葉県市原市の五井地区にある大字。郵便番号は290-0058。

## 概要
千葉港のH地区にあたる。

## 地理
北は東京湾、西は五井南海岸、東は八幡海岸通、南は五井や玉前と接する。この地区のほとんどが工場である。

### 河川
- 養老川

### 海洋
- 東京湾

## 世帯数と人口
2017年（平成29年）11月1日現在の世帯数と人口は以下の通りである。
| 町丁字   | 世帯数 | 人口 |
| -------- | ------ | ---- |
| 五井海岸 | 1世帯  | 1人  |

## 通学区域
市立小学校・市立中学校及び県立高等学校の通学区域は以下の通りである。
| 町丁字   | 範囲 | 小学校             | 中学校             | 高等学校 |
| -------- | ---- | ------------------ | ------------------ | -------- |
| 五井海岸 | 全域 | 市原市立若葉小学校 | 市原市立若葉中学校 | 第9学区  |

## 施設
- コスモ石油千葉製油所

## 交通

### 鉄道
- 京葉臨海鉄道臨海本線（貨物線）
  - 浜五井駅

### 道路
- 国道16号